# Company Man
Company Man (Brasil: Um Agente como a Gente ) é um filme de comédia de espionagem de 2000 escrito e dirigido por Peter Askin e Douglas McGrath. Estrelado por Douglas McGrath, Sigourney Weaver, John Turturro, Ryan Phillippe, Alan Cumming, Anthony LaPaglia, com Woody Allen e Denis Leary fazen aparições sem créditos. Bill Murray teve uma aparição no filme, mas sua cena foi cortada.
Foi lançado diretamente em vídeo no Brasil.

## Sinopse
Em 1960, Alan Quimp é um professor de Inglês gramatical e casado com a mulher muito exigente Daisy Quimp. A fim de evitar a zombaria constante na família de Daisy, Alan diz que ele é um agente secreto da CIA. Daisy diz a toda a gente, a CIA reconhece a mentira, mas devido a uma coincidência, Alan acaba ajudando as escondidas a bailarina russa profissional Petrov, que queria deixar a Rússia. A CIA decide contratar Alan como um agente, para obter os créditos de trazer Petrov para EUA, e logo decide mandá-lo para um lugar muito calmo, Cuba.

## Elenco
- Alan Cumming como General Batista
- Anthony LaPaglia como Fidel Castro
- Denis Leary como Oficial Fry
- Douglas McGrath como Alan Quimp
- John Turturro como Crocker Johnson
- Sigourney Weaver como Daisy Quimp
- Ryan Phillippe como Rudolph Petrov
- Jeffrey Jones como Senador Biggs
- Paul Guilfoyle como Oficial Hickle
- Heather Matarazzo como Nora
- Meredith Patterson como Marilyn Monroe
- Tuck Milligan como Presidente Kennedy
- Woody Allen (sem créditos) como Lowther
- Jason Antoon (sem créditos) como Croupier
- Bill Murray (aparição, cena deletada)

## Recepção
O filme arrecadou um muito pobre $146,193 em um orçamento de $16 milhões.
Company Man recebeu geralmente críticas negativas, que detém atualmente uma classificação de 14% em Rotten Tomatoes, os estados de consenso: "Um filme chato e mal concebido com grandes estrelas."
Em Metacritic, o filme tem uma classificação 18/100, indicando "antipatia esmagadora".